# حزب کاپیتالیست نو
حزب کاپیتالیست نو (به انگلیسی: New Capitalist Party) یک حزب سیاسی با عمر کوتاه در کانادا بود.
این حزب توسط فرانک اوهرن که در سال ۱۹۴۷ ناموفق برای شهردار تورنتو نامزد شده بود تأسیس شد و در ۱۹۶۱ یک سازمان مذهبی به نام «نظم مردم خدا مانند» را تأسیس کرد.
در انتخابات، O'Hearn 600 رای در برنده نیویورک-اسکاربورو سواری، ۰/۴٪ از کل. داگ تیللی ۲۳۵ رأی در یورک به دست آورد - هامبر سواری، ۰/۶٪ از کل آرا. فریس کندال-لستر ۱۷۴ رأی در اسپادینا، ۰/۸ درصد از کل آرا به دست آورد.
این حزب ممکن است در اصلاح پولی احزاب اعتبار اجتماعی مشترک باشد. کندال-لستر کاندیدای حزب اعتبار اجتماعی کانادا بود که قبل از این انتخابات تا حد زیادی در انگلیسی زبان کانادا سقوط کرده بود.